# Thysanostemon
Thysanostemon är ett släkte av tvåhjärtbladiga växter. Thysanostemon ingår i familjen Clusiaceae.
Kladogram enligt Catalogue of Life:
| Thysanostemon | \| \| Thysanostemon fanshawei \| \| \| \| \| \| Thysanostemon pakaraimae \| \| \| \| |
|               | \| \| Thysanostemon fanshawei \| \| \| \| \| \| Thysanostemon pakaraimae \| \| \| \| |
|               | Allanblackia                                                                         |
|               |                                                                                      |
|               | Chrysochlamys                                                                        |
|               |                                                                                      |
|               | Clusia                                                                               |
|               |                                                                                      |
|               | Decaphalangium                                                                       |
|               |                                                                                      |
|               | Dystovomita                                                                          |
|               |                                                                                      |
|               | Garcinia                                                                             |
|               |                                                                                      |
|               | Lorostemon                                                                           |
|               |                                                                                      |
|               | Montrouziera                                                                         |
|               |                                                                                      |
|               | Moronobea                                                                            |
|               |                                                                                      |
|               | Pentadesma                                                                           |
|               |                                                                                      |
|               | Platonia                                                                             |
|               |                                                                                      |
|               | Symphonia                                                                            |
|               |                                                                                      |
|               | Tovomita                                                                             |
|               |                                                                                      |
|               | Thysanostemon fanshawei                                                              |
|               |                                                                                      |
|               | Thysanostemon pakaraimae                                                             |
|               |                                                                                      |

|  | Thysanostemon fanshawei  |
|  |                          |
|  | Thysanostemon pakaraimae |
|  |                          |